# 185578 Agustinelcasta
185578 Agustinelcasta este o planetă minoră (asteroid) din centura de asteroizi. A fost descoperită pe 28 ianuarie 2008 la Observatorio Astronómico de La Sagra⁠(d) de Observatorul Astronomic din Mallorca⁠(d) și a fost numită după Agustín Martínez Martínez⁠(d). 
Obiectul prezintă o orbită caracterizată de o semiaxă mare de 2,5701168904164 UAi, o excentricitate de 0,14560100746316, o înclinație de 0,99757909489236 ° în raport cu ecliptica.